# Turija (kanton hercegowińsko-neretwiański)
Turija – wieś w Bośni i Hercegowinie, w Federacji Bośni i Hercegowiny, w kantonie hercegowińsko-neretwiańskim, w gminie Konjic. W 2013 roku liczyła 34 mieszkańców, z czego większość stanowili Chorwaci.